# Miles Quaritch
El Coronel Miles Quaritch es un personaje ficticio de la franquicia estadounidense de ciencia ficción Avatar creada por el cineasta canadiense James Cameron. Actúa como el antagonista principal de la película de 2009 Avatar y su secuela de 2022 Avatar: The Way of Water, y aparecerá en su próxima secuelas, incluidas las actualmente sin título tercera y cuarta película. En todas sus apariciones, incluso en el videojuego de tie-in de la película de 2009 Avatar: The Game, el personaje es interpretado por el actor estadounidense Stephen Lang, que ganó Mejor Actor de Reparto por su interpretación de Quaritch en la primera película de los Saturn Awards.
Después de servir en el Cuerpo de Marines de los Estados Unidos con el 1er Batallón de Reconocimiento, Quaritch se convirtió en un oficial superior en las fuerzas de seguridad de la Administración de Desarrollo de Recursos (RDA), una megacorporación , y fue enviado a la exoluna del Pandora, donde sirvió como su jefe de seguridad. Liderando a la RDA en su conflicto contra la Na'vi indígena, Quaritch solicita la ayuda del recién llegado Jake Sully para espiar a los Na'vi y ayudarlo a derrotarlos. Sully finalmente activa la RDA y derrota un intento de una fuerza de la RDA liderada por Quaritch de destruir el Árbol de las Almas. Durante la batalla, Quaritch es asesinado por la amante Na'vi de Sully Neytiri. Posteriormente, la RDA transfiere una copia de su conciencia a un cuerpo Na'vi cultivado genéticamente, conocido como Recombinante, que regresa a Pandora para rastrear a Sully junto con otros Recombinantes. Sin embargo, no tiene éxito en este intento pero sobrevive al segundo enfrentamiento con Sully.

## Historial de producción

### Reparto
Se informó inicialmente que James Cameron se reunió con Michael Biehn para el papel de Quaritch en Avatar, habiendo colaborado previamente en The Terminator, Alien, The Abyss, y Terminator 2: Judgment Day, y aparentemente incluso le mostró varios borradores del guion y algunas de las imágenes de prueba en 3D. Finalmente, Biehn no fue elegido para ningún papel, ya que Sigourney Weaver había sido elegida para interpretar a la Dra. Grace Augustine en la película y aparentemente Cameron no quería que el público hiciera comparaciones con "Aliens". Aunque Cameron confirma que se reunió con Biehn para un papel en la película, cuestionó la afirmación de que era para Quaritch.
Habiendo recordado a Stephen Lang de la audición para los papeles de Dwayne Hicks y Carter Burke en Aliens, Cameron decidió elegir a Lang como Quaritch.

### Caracterización
A pesar de la muerte del personaje al final de 'Avatar', Cameron confirmó en 2010 que Lang regresaría en las secuelas de la película y afirmó: "No voy a decir exactamente cómo lo traeremos de vuelta, pero es una historia de ciencia ficción, después de todo". Su personaje evolucionará hacia lugares realmente inesperados a lo largo del arco de nuestra nueva saga de tres películas".

## Apariciones

### Películas

#### Avatar(2009)
En la luna Pandora, las tensiones entre los humanos y sus indígenas Na'vi habían ido en aumento, lo que hacía más difícil para la RDA extraer unobtanium, un mineral muy valioso que se usa para generar energía. que se encuentra bajo la Hometree del Clan Omaticaya. Cuando el ex-Marine parapléjico Jake Sully llega a Pandora para reemplazar a su hermano Tom en el Programa Avatar, Quaritch se ofrece a pagar su cirugía reconstructiva de la pierna a cambio de información sobre los Na'vi, el Clan Omaticaya, su Árbol Madre, y el Árbol de las Almas. Pero Jake se enamora de una Na'vi llamada Neytiri, y comienza a simpatizar con ellos y su cultura. Después de que Quaritch le muestra registros de video de Jake lamentando la desesperanza de convencer a los Na'vi de abandonar Hometree, junto con informes de que los Na'vi habían comenzado a quemar excavadoras y matar a soldados de la RDA, el administrador de la RDA Parker Selfridge llega al llega a la conclusión de que el Clan Omaticaya es una amenaza para su operación y no se puede convencer de que abandone su Árbol natal, ordena la destrucción del Árbol natal de Omaticaya, pero les da a Jake y a la Dra. Grace Augustine una hora para convencer a los Na'vi de evacuar el Árbol natal antes de comenzar el ataque.
Los Na'vi se niegan a escuchar, y después de que se acaba la hora, Quaritch y sus hombres destruyen Hometree, matando a varios Na'vi. También separa a Jake y Grace de sus avatares y los encarcela. Disgustada por la brutalidad de Quaritch, la piloto Trudy Chacon regresa a la base y libera a Jake y Grace, llevándolos por aire fuera de la base. Quaritch dispara a Grace durante la fuga, pero no logra evitar que escapen Puerta del Infierno. Quaritch luego comienza un asalto al Árbol de las Almas, despachando rápidamente a los desconcertados Na'vi hasta que la vida silvestre de Pandora, aparentemente en la dirección de la propia Eywa, ataca a las fuerzas de RDA en masa. Con todas las escoltas distraídas o destruidas, Quaritch persigue a Jake en su cañonera, pero él la ataca y hace que se estrelle. Quaritch escapa de su cañonera en un traje AMP y avanza hacia el Árbol de las Almas. Neytiri llega a una Thanator para proteger el Árbol, pero Quaritch apuñala al thanator con el cuchillo de su traje AMP, atrapando a Neytiri debajo de él. Jake llega y lucha contra Quaritch, pero encuentra y abre el módulo que contiene el cuerpo humano de Jake, exponiéndolo a la atmósfera venenosa de Pandora, interrumpiendo el vínculo de Jake con su Avatar. Quaritch luego intenta cortar la garganta de Jake, pero Neytiri dispara dos flechas en su cuerpo, matándolo.

#### Avatar: The Way of Water(2022)
Más de una década después, la RDA regresa a Pandora, erigiendo una nueva base operativa principal llamada Bridgehead City para preparar a Pandora para la colonización. La RDA transfiere la conciencia de Quaritch y otros soldados fallecidos de la RDA en Avatares Na'vi llamados Recombinantes. Después de que Jake inicia una campaña de guerrillas contra las líneas de suministro de la RDA, Quaritch y sus recombinantes capturan a sus hijos. Jake y Neytiri llegan y liberan a la mayoría de ellos, pero Quaritch se lleva a Spider, quien lo reconoce como su hijo, Miles Quaritch Socorro, quien nació en Pandora y no pudo ser transportado a la Tierra debido a su corta edad. Quaritch pasa tiempo con Spider para atraerlo al lado de la RDA, y Spider le enseña más sobre los Na'vi. Consciente del peligro que representa para su seguridad el conocimiento de Spider sobre su paradero, Jake y su familia se exilian de Omaticaya y se unen al clan de personas del arrecife Metkayina en los océanos de Pandora para esconderse de la RDA. Más tarde, la hija adoptiva de Jake, Kiri, sufre una convulsión violenta después de intentar vincularse con el árbol espiritual de Metkayina. Jake llama a Norm Spellman y Max Patel en busca de ayuda, lo que permite que la RDA los localice. Quaritch trae a Spider con él y se apodera de un barco ballenero y les ordena matar tulkuns para sacar a Jake y al Metkayina.
Al enterarse de la matanza de tulkun, el hijo menor de Jake, Lo'ak, se marcha con sus hermanos para advertir a Payakan, un tulkun perseguido por los balleneros. Quaritch captura a Lo'ak, junto con la hija menor de Jake, Tuk, y Tsireya, la hija del jefe de Metkayina, Tonowari, y le pide a Jake que se rinda a cambio de su regreso seguro, pero Payakan ataca a los balleneros, lo que desencadena una pelea que mata a la mayoría de ellos. la tripulación y daña la embarcación, provocando su hundimiento. El hijo mayor de Jake, Neteyam, rescata a Lo'ak, Tsireya y Spider, pero recibe un disparo mortal. Jake se enfrenta a Quaritch, quien usa a Kiri como rehén, pero desiste cuando Neytiri hace lo mismo con Spider. Jake estrangula a Quaritch hasta dejarlo inconsciente y escapa del barco que se hunde con su familia. Spider rescata a Quaritch, pero renuncia a él por su crueldad y se reúne con la familia de Jake cuando Quaritch se va en su alma en pena.

### Videojuegos

#### James Cameron's Avatar: The Game(2009)
Lang repite su papel de Quaritch en el juego, que se desarrolla dos años antes de los eventos de "Avatar". Si el jugador elige ponerse del lado de la RDA, Quaritch aparecerá al final y se hará cargo de la operación del Comando Central en las Llanuras de Goliat del Comandante Karl Falco. Luego le dará a Able Ryder un Dragon Ship para ir a Tantalus por algunos cargos para volar un muro de piedra para acceder al Pozo de las Almas, donde Ryder encontrará a Falco. Después de matar a Falco y activar el emulador que corta la conexión de los Na'vi con Eywa, Quaritch felicita a Ryder y les ordena que regresen a la base.

### Cómics

#### Avatar: The Next Shadow(2021)
Un Quaritch ilusorio aparece brevemente en una pesadilla que Jake tiene mientras está en coma, atormentándolo junto con el fallecido Tsu'tey.

## Marketing
Mattel hizo una figura de acción de Quaritch como parte de su gama de figuras de acción de Avatar. Lego ha producido Minifigures of Quaritch para su tema Lego Avatar basado en las dos primeras películas, su forma humana viene en el set 75571 Neytiri & Thanator vs. AMP Suit Quaritch, y su forma Recombinante viene en el set 75577 Submarino Mako.

## En otros medios
- Quaritch aparece en la película de 2010 porno parodia/secuela espiritual This Ain't Avatar, interpretado por Evan Stone. Se le representa habiendo sobrevivido a sus heridas en Avatar.[8]
- En el 2011 Los Simpson "Treehouse of Horror XXII" segmento "In the Na'vi", una parodia de Avatar, el papel de Quaritch lo ocupa el Coronel Gary Chalmers, con la voz de Hank Azaria, al mando de las fuerzas militares enviadas a Rigel 7 por Krusty the Clown para encontrar y robar el extracto sagrado Hilarrium de los nativos. Después de que Bart Simpson (desempeñando el papel de Jake Sully) traiciona a los militares, Chalmers se prepara para entrar en combate con un animal parecido a una bulldozer (operando un animal más grande, al igual que él opera su propia armadura dentro de la armadura), solo para ser engañado por Bart para que se tire de un acantilado, su armadura explota a su alrededor cuando golpea el suelo del bosque.[9]
- En la película de 2022 The Asylum parodia Battle for Pandora, el papel de Quaritch lo ocupa el coronel William Bradly, interpretado por Michael Scovotti.